# Gelotia frenata
Gelotia frenata là một loài nhện trong họ Salticidae.
Loài này thuộc chi Gelotia. Gelotia frenata được Tord Tamerlan Teodor Thorell miêu tả năm 1890.